# 選擇性腐蝕
選擇性腐蝕 （英文:Selective leaching、selective corrosion、dealloying、parting、demetalification），又稱去合金化，是固溶合金特有的腐蝕現象，當處在腐蝕環境下時，一金屬元素（通常為活性較高者）被優先溶除 。選擇性腐蝕的機制能以微觀的伽凡尼腐蝕（galvanic corrosion）加以解釋。合金組成金屬的腐蝕電勢序（galvanic series）差距較大者，通常較容易發生選擇性腐蝕，如黃銅的鋅與銅。合金中的鋅、铝、铁、钴、铬等較易受選擇性腐蝕溶出。

## 脫鋅作用
選擇性腐蝕最典型的例子為黃銅(含鋅量高於15%者)的脫鋅作用 （dezincification）。黃銅長時間接觸水即會脫鋅。選擇性腐蝕後的區域呈現多孔海綿狀，因缺鋅多銅而顏色轉紅，機械強度降低。水中含硫、碳酸、氧氣會造成脫鋅作用，處於停滯不流動的積水中，脫鋅速率更快。

在黃銅中添加砷或锡、以炮銅(gunmetal)取代黃銅可防止脫鋅發生。抗脱锌黃銅（英文：Dezincification resistant brass、Brass C352）用於製造自來水管線。 這種管線在北美有標記
CR (Corrosion Resistant的縮寫) 在英國標記
DZR (dezincification resistant的縮寫) 在澳洲標記
"DR" (dezincification resistant的縮寫) 。

## 碳化腐蚀

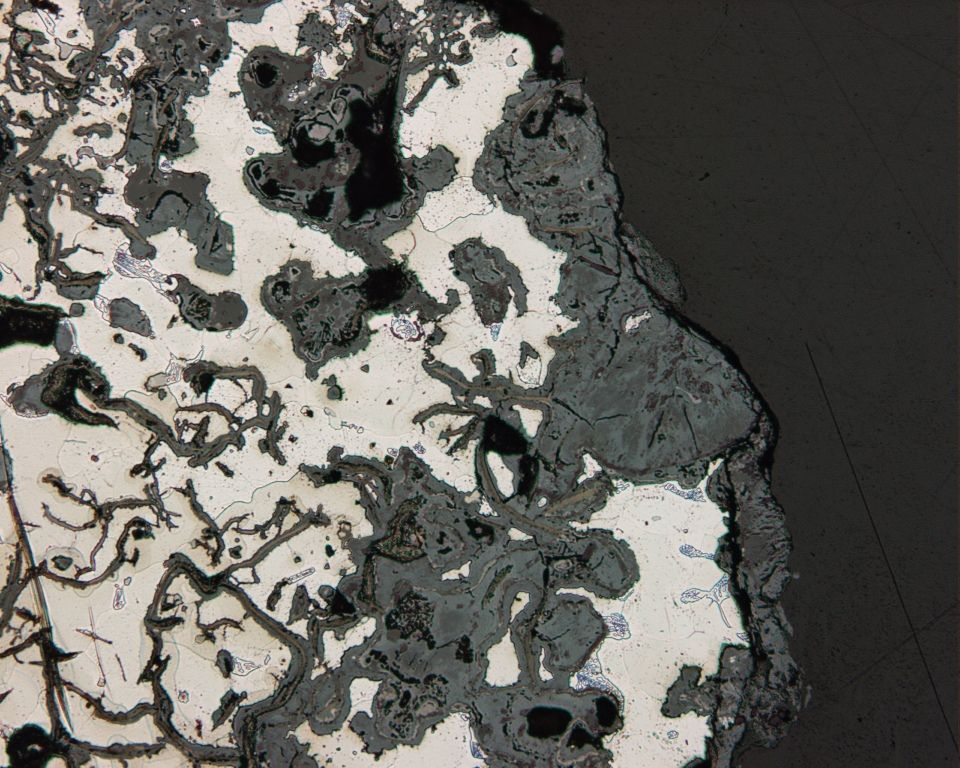
鑄鐵的選擇性腐蝕，放大倍率100x

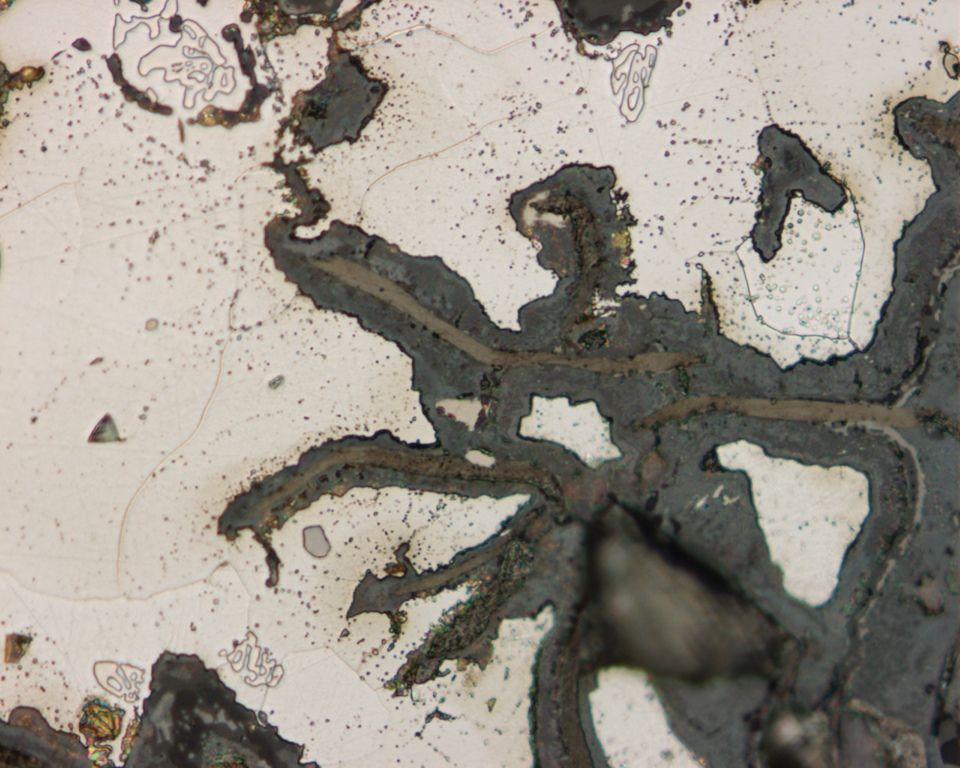
鑄鐵的選擇性腐蝕，放大倍率500x

碳化腐蚀一詞意旨灰鑄鐵的選擇性腐蝕，受腐蝕處因鐵溶出可見粗糙石墨表面。可在鑄鐵中添加鎳防止碳化腐蚀。.

## 應用
選擇性腐蝕的現象可用於製造高表面積的粉末狀金屬，如:雷尼镍。古代损耗镀金(depletion gilding)也是運用選擇性腐蝕的原理。